# ثواجيات
ثواجيات (الاسم العلمي: heophrastaceae)، فصيلة نباتات صغيرة مُزهرة، لم يَعُد مُعترف بها في التصنيفات الحديثة. كما هو مقيد في السابق، كانت الفصيلة تتكون من سبعة أجناس و95 نوعًا من الأشجار أو الشجيرات، التي تنتمي إلى المناطق الاستوائية في الأمريكتين.
صنفها نظام المجموعة الثالثة لعلم تطور سلالات مغطاة البذور (2003)، ضمن رتبة الخلنجيات وضم إليها جنس لبين الماء.
وفي تصنيف عام 2009 لنظام المجموعة الثالثة لعلم تطور سلالات مغطاة البذور، أصبحت هذه الفصيلة غير صالحة وأدمجت أجناسها في فصيلة الربيعية.